# Vasileios Mparkas
Vasileios Mparkas (in greco Βασίλειος Μπάρκας?; Zetten, 30 maggio 1994) è un calciatore greco, portiere dell'Utrecht e della nazionale greca.

## Carriera

### Club
Cresciuto nel settore giovanile dell'Atromītos, esordisce in prima squadra il 20 maggio 2015 contro il PAOK, subentrando a sette minuti dalla fine della partita ad Andrey Harbunow. Il 30 gennaio 2016 esordisce come titolare contro il PAOK e da allora diviene il portiere titolare della squadra.
Il 9 giugno 2016, dopo un'ottima stagione all'Atromitos, viene prelevato dall'AEK Atene. Esordisce con gli ateniesi il 27 novembre seguente, nella partita di campionato vinta per 3-0 in casa contro il Platanias. Infortunatosi il 20 luglio 2017 in allenamento (rottira del pollice della mano destra), torna in campo alla fine di novembre, contro il Kallithea nella gara di Coppa di Grecia vinta in trasferta per 3-2. In stagione si divide in porta con il collega Panagiōtīs Tsintōtas, mentre in coppa nazionale è il titolare. Rinnovato il contratto con l'AEK nel giugno 2018 (fino al 2022), nel 2018-2019 ottiene 41 presenze stagionali, con 34 gol subiti e 22 partite senza subire gol. Anche la stagione seguente lo vede protagonista, con 10 partite senza subire reti delle 20 giocate in campionato.
Nel luglio 2020 firma per il Celtic un contratto quadriennale in cambio di 5 milioni di sterline corrisposti all'AEK Atene. Esordisce il 9 agosto seguente contro il Kilmarnock.
Il 7 giugno 2022 viene acquistato in prestito dall'Utrecht.

### Nazionale
Milita dapprima nell'Under-19 e nell'Under-21 greca. Nel giugno 2016 viene convocato per la prima volta nella nazionale maggiore ellenica, anche a causa dell'infortunio di Orestīs Karnezīs. Esordisce in nazionale maggiore il 27 marzo 2018 contro l'Egitto in amichevole, entrando in campo nel secondo tempo della partita.

## Statistiche

### Presenze e reti nei club
Statistiche aggiornate al 13 novembre 2020.
| Stagione         | Squadra          | Campionato       | Campionato | Campionato | Coppe nazionali | Coppe nazionali | Coppe nazionali | Coppe continentali | Coppe continentali | Coppe continentali | Altre coppe | Altre coppe | Altre coppe | Totale | Totale |
| Stagione         | Squadra          | Comp             | Pres       | Reti       | Comp            | Pres            | Reti            | Comp               | Pres               | Reti               | Comp        | Pres        | Reti        | Pres   | Reti   |
| ---------------- | ---------------- | ---------------- | ---------- | ---------- | --------------- | --------------- | --------------- | ------------------ | ------------------ | ------------------ | ----------- | ----------- | ----------- | ------ | ------ |
| 2013-2014        | Atromītos        | SL               | 0          | 0          | CG              | -               | -               | -                  | -                  | -                  | -           | -           | -           | 0      | 0      |
| 2014-2015        | Atromītos        | SL               | 0+1        | 0          | CG              | 0               | 0               | UEL                | 0                  | 0                  | -           | -           | -           | 1      | 0      |
| 2015-2016        | Atromītos        | SL               | 12         | -11        | CG              | 8               | -5              | UEL                | 0                  | 0                  | -           | -           | -           | 20     | -16    |
| Totale Atromītos | Totale Atromītos | Totale Atromītos | 13         | -11        |                 | 8               | -5              |                    | 0                  | 0                  |             | -           | -           | 21     | -16    |
| 2016-2017        | AEK Atene        | SL               | 20+1       | -15 + -1   | CG              | 1               | 0               | UEL                | 0                  | 0                  | -           | -           | -           | 22     | -16    |
| 2017-2018        | AEK Atene        | SL               | 5          | 0          | CG              | 8               | -7              | UEL                | 2                  | -1                 | -           | -           | -           | 15     | -8     |
| 2018-2019        | AEK Atene        | SL               | 26         | -16        | CG              | 5               | -1              | UCL                | 10                 | -17                | -           | -           | -           | 41     | -34    |
| 2019-2020        | AEK Atene        | SL               | 20+8       | -15 + -5   | CG              | 1               | -2              | UEL                | 4                  | -4                 | -           | -           | -           | 33     | -26    |
| Totale AEK Atene | Totale AEK Atene | Totale AEK Atene | 80         | -52        |                 | 15              | -10             |                    | 16                 | -22                |             | -           | -           | 111    | -84    |
| 2020-2021        | Celtic           | SP               | 15         | -10        | SC+CdL          | 0+1             | 0+-2            | UCL+UEL            | 2+4                | -2+ -7             | -           | -           | -           | 22     | -21    |
| 2021-2022        | Celtic           | SP               | 1          | -1         | SC+CdL          | 0               | 0               | UCL+UEL+UECL       | 1+0+0              | -1+0+0             | -           | -           | -           | 2      | -2     |
| Totale carriera  | Totale carriera  | Totale carriera  | 109        | -74        |                 | 24              | -17             |                    | 23                 | -29                |             | -           | -           | 156    | -123   |

### Cronologia presenze e reti in nazionale
| Cronologia completa delle presenze e delle reti in nazionale ― Grecia | Cronologia completa delle presenze e delle reti in nazionale ― Grecia | Cronologia completa delle presenze e delle reti in nazionale ― Grecia | Cronologia completa delle presenze e delle reti in nazionale ― Grecia | Cronologia completa delle presenze e delle reti in nazionale ― Grecia | Cronologia completa delle presenze e delle reti in nazionale ― Grecia | Cronologia completa delle presenze e delle reti in nazionale ― Grecia | Cronologia completa delle presenze e delle reti in nazionale ― Grecia |
| Data                                                                  | Città                                                                 | In casa                                                               | Risultato                                                             | Ospiti                                                                | Competizione                                                          | Reti                                                                  | Note                                                                  |
| --------------------------------------------------------------------- | --------------------------------------------------------------------- | --------------------------------------------------------------------- | --------------------------------------------------------------------- | --------------------------------------------------------------------- | --------------------------------------------------------------------- | --------------------------------------------------------------------- | --------------------------------------------------------------------- |
| 27-3-2018                                                             | Zurigo                                                                | Egitto                                                                | 0 – 1                                                                 | Grecia                                                                | Amichevole                                                            | -                                                                     | 46’                                                                   |
| 15-5-2018                                                             | Siviglia                                                              | Arabia Saudita                                                        | 2 – 0                                                                 | Grecia                                                                | Amichevole                                                            | -1                                                                    | 46’                                                                   |
| 8-9-2018                                                              | Tallinn                                                               | Estonia                                                               | 0 – 1                                                                 | Grecia                                                                | UEFA Nations League 2018-2019 - 1º turno                              | -                                                                     |                                                                       |
| 11-9-2018                                                             | Budapest                                                              | Ungheria                                                              | 2 – 1                                                                 | Grecia                                                                | UEFA Nations League 2018-2019 - 1º turno                              | -2                                                                    |                                                                       |
| 12-10-2018                                                            | Atene                                                                 | Grecia                                                                | 1 – 0                                                                 | Ungheria                                                              | UEFA Nations League 2018-2019 - 1º turno                              | -                                                                     |                                                                       |
| 15-10-2018                                                            | Helsinki                                                              | Finlandia                                                             | 2 – 0                                                                 | Grecia                                                                | UEFA Nations League 2018-2019 - 1º turno                              | -2                                                                    |                                                                       |
| 18-11-2018                                                            | Atene                                                                 | Grecia                                                                | 0 – 1                                                                 | Estonia                                                               | UEFA Nations League 2018-2019 - 1º turno                              | -1                                                                    |                                                                       |
| 8-6-2019                                                              | Atene                                                                 | Grecia                                                                | 0 – 3                                                                 | Italia                                                                | Qual. Euro 2020                                                       | -3                                                                    |                                                                       |
| 5-9-2019                                                              | Tampere                                                               | Finlandia                                                             | 1 – 0                                                                 | Grecia                                                                | Qual. Euro 2020                                                       | -1                                                                    |                                                                       |
| 8-9-2019                                                              | Amarousio                                                             | Grecia                                                                | 1 – 1                                                                 | Liechtenstein                                                         | Qual. Euro 2020                                                       | -1                                                                    |                                                                       |
| 3-9-2020                                                              | Lubiana                                                               | Slovenia                                                              | 0 – 0                                                                 | Grecia                                                                | UEFA Nations League 2020-2021 - 1º turno                              | -                                                                     |                                                                       |
| 6-9-2020                                                              | Pristina                                                              | Kosovo                                                                | 1 – 2                                                                 | Grecia                                                                | UEFA Nations League 2020-2021 - 1º turno                              | -1                                                                    |                                                                       |
| 11-11-2020                                                            | Atene                                                                 | Grecia                                                                | 2 – 1                                                                 | Cipro                                                                 | Amichevole                                                            | -1                                                                    |                                                                       |
| Totale                                                                |                                                                       | Presenze                                                              | 13                                                                    |                                                                       | Reti                                                                  | -13                                                                   |                                                                       |

## Palmarès

### Club

#### Competizioni nazionali
- Campionato greco: 1

AEK Atene: 2017-2018
- Coppa di Scozia: 1

Celtic: 2019-2020
- Coppa di Lega scozzese: 1

Celtic: 2021-2022
- Campionato scozzese: 1

Celtic: 2021-2022